# Mistrovství světa v házené žen 2003
16. mistrovství světa v házené žen proběhlo ve dnech 2. prosince až 14. prosince 2003 v Chorvatsku. Mistrovství se zúčastnilo 24 družstev rozdělených do čtyř šestičlenných skupin. První tři týmy postoupily přímo do osmifinálové vyřazovací fáze o titul. Mistrem světa se stala reprezentace Francie.

## Základní skupiny
Z každé ze čtyř základních skupin postoupily přímo do vyřazovacích bojů první tři týmy. 

### Skupina A (Split)
| Poř. | tým        | Z | V | R | P | VB  | OB  | +/−  | B  | výsledek                 |
| ---- | ---------- | - | - | - | - | --- | --- | ---- | -- | ------------------------ |
| 1.   | Francie    | 5 | 5 | 0 | 0 | 149 | 98  | +51  | 10 | postup do hlavní skupiny |
| 2.   | Španělsko  | 5 | 4 | 0 | 1 | 150 | 120 | +30  | 8  | postup do hlavní skupiny |
| 3.   | Srbsko     | 5 | 3 | 0 | 2 | 165 | 143 | +22  | 6  | postup do hlavní skupiny |
| 4.   | Chorvatsko | 5 | 2 | 0 | 3 | 142 | 122 | +20  | 4  |                          |
| 5.   | Brazílie   | 5 | 1 | 0 | 4 | 136 | 155 | −19  | 2  |                          |
| 6.   | Austrálie  | 5 | 0 | 0 | 5 | 74  | 178 | −104 | 0  |                          |

### Skupina B (Poreč)
| Poř. | tým         | Z | V | R | P | VB  | OB  | +/−  | B  | výsledek                 |
| ---- | ----------- | - | - | - | - | --- | --- | ---- | -- | ------------------------ |
| 1.   | Rusko       | 5 | 5 | 0 | 0 | 153 | 106 | +47  | 10 | postup do hlavní skupiny |
| 2.   | Jižní Korea | 5 | 4 | 0 | 1 | 165 | 113 | +52  | 8  | postup do hlavní skupiny |
| 3.   | Rakousko    | 5 | 3 | 0 | 2 | 165 | 130 | +35  | 6  | postup do hlavní skupiny |
| 4.   | Česko       | 5 | 2 | 0 | 3 | 126 | 125 | +1   | 4  |                          |
| 5.   | Angola      | 5 | 1 | 0 | 4 | 119 | 120 | −1   | 2  |                          |
| 6.   | Uruguay     | 5 | 0 | 0 | 5 | 77  | 211 | −134 | 0  |                          |

### Skupina C (Karlovac)
| Poř. | tým       | Z | V | R | P | VB  | OB  | +/− | B | výsledek                 |
| ---- | --------- | - | - | - | - | --- | --- | --- | - | ------------------------ |
| 1.   | Ukrajina  | 5 | 4 | 1 | 0 | 158 | 116 | +42 | 9 | postup do hlavní skupiny |
| 2.   | Norsko    | 5 | 4 | 0 | 1 | 163 | 108 | +55 | 8 | postup do hlavní skupiny |
| 3.   | Rumunsko  | 5 | 3 | 1 | 1 | 158 | 123 | +35 | 7 | postup do hlavní skupiny |
| 4.   | Japonsko  | 5 | 2 | 0 | 3 | 133 | 153 | −20 | 4 |                          |
| 5.   | Tunisko   | 5 | 1 | 0 | 4 | 118 | 133 | −15 | 2 |                          |
| 6.   | Argentina | 5 | 0 | 0 | 5 | 74  | 171 | −97 | 0 |                          |

### Skupina D (Čakovec)
| Poř. | tým               | Z | V | R | P | VB  | OB  | +/− | B | výsledek                 |
| ---- | ----------------- | - | - | - | - | --- | --- | --- | - | ------------------------ |
| 1.   | Maďarsko          | 5 | 4 | 0 | 1 | 171 | 129 | +42 | 8 | postup do hlavní skupiny |
| 2.   | Slovinsko         | 5 | 4 | 0 | 1 | 149 | 141 | +8  | 8 | postup do hlavní skupiny |
| 3.   | Německo           | 5 | 3 | 1 | 1 | 144 | 121 | +23 | 7 | postup do hlavní skupiny |
| 4.   | Dánsko            | 5 | 2 | 1 | 2 | 113 | 119 | −6  | 5 |                          |
| 5.   | Čína              | 5 | 1 | 0 | 4 | 135 | 153 | −18 | 2 |                          |
| 6.   | Pobřeží slonoviny | 5 | 0 | 0 | 5 | 117 | 166 | −49 | 0 |                          |

## Hlavní kolo

### Skupina 1
| Poř. | tým         | Z | V | R | P | VB  | OB  | +/− | B | výsledek             |
| ---- | ----------- | - | - | - | - | --- | --- | --- | - | -------------------- |
| 1.   | Francie     | 5 | 4 | 0 | 1 | 128 | 121 | +7  | 8 | postup do semifinále |
| 2.   | Jižní Korea | 5 | 3 | 0 | 2 | 158 | 151 | +7  | 6 | postup do semifinále |
| 3.   | Španělsko   | 5 | 2 | 1 | 2 | 139 | 138 | +1  | 5 | o 5. místo           |
| 4.   | Rusko       | 5 | 2 | 1 | 2 | 129 | 129 | 0   | 5 |                      |
| 5.   | Srbsko      | 5 | 2 | 0 | 3 | 145 | 158 | −13 | 4 |                      |
| 6.   | Rakousko    | 5 | 1 | 0 | 4 | 149 | 151 | −2  | 2 |                      |

### Skupina 2
| Poř. | tým       | Z | V | R | P | VB  | OB  | +/− | B | výsledek             |
| ---- | --------- | - | - | - | - | --- | --- | --- | - | -------------------- |
| 1.   | Maďarsko  | 5 | 3 | 1 | 1 | 154 | 129 | +25 | 7 | postup do semifinále |
| 2.   | Ukrajina  | 5 | 3 | 1 | 1 | 132 | 140 | −8  | 7 | postup do semifinále |
| 3.   | Norsko    | 5 | 3 | 1 | 1 | 142 | 133 | +9  | 7 | o 5. místo           |
| 4.   | Slovinsko | 5 | 2 | 0 | 3 | 137 | 149 | −12 | 4 |                      |
| 5.   | Rumunsko  | 5 | 1 | 1 | 3 | 135 | 140 | −5  | 3 |                      |
| 6.   | Německo   | 5 | 1 | 0 | 4 | 134 | 143 | −9  | 2 |                      |

### Semifinále
| 13. prosince 2003 | Francie             | 28–26 | Ukrajina | Záhřeb |
| 13. prosince 2003 | (10:13, 15:12, 3:1) |       |          | Záhřeb |
| 13. prosince 2003 |                     |       |          | Záhřeb |

| 13. prosince 2003 | Maďarsko | 40–38 | Jižní Korea |  |
| 13. prosince 2003 | (22:19)  |       |             |  |
| 13. prosince 2003 |          |       |             |  |

### o 5. místo
| 13. prosince 2003 | Španělsko | 27–26 | Norsko | Záhřeb |
| 13. prosince 2003 | (14:14)   |       |        | Záhřeb |
| 13. prosince 2003 |           |       |        | Záhřeb |

### o 3. místo
| 14. prosince 2003 | Jižní Korea | 31–29 | Ukrajina | Záhřeb |
| 14. prosince 2003 | (18:15)     |       |          | Záhřeb |
| 14. prosince 2003 |             |       |          | Záhřeb |

### Finále
| 14. prosince 2003 | Francie            | 32–29 | Maďarsko | Záhřeb |
| 14. prosince 2003 | (8:11, 20:17, 4:1) |       |          | Záhřeb |
| 14. prosince 2003 |                    |       |          | Záhřeb |

## Konečné pořadí
| Poř.             | tým               |
| ---------------- | ----------------- |
| Zlatá medaile    | Francie           |
| Stříbrná medaile | Maďarsko          |
| Bronzová medaile | Jižní Korea       |
| 4.               | Ukrajina          |
| 5.               | Španělsko         |
| 6.               | Norsko            |
| 7.               | Rusko             |
| 8.               | Slovinsko         |
| 9.               | Srbsko            |
| 10.              | Rumunsko          |
| 11.              | Rakousko          |
| 12.              | Německo           |
| 13.              | Dánsko            |
| 14.              | Chorvatsko        |
| 15.              | Česko             |
| 16.              | Japonsko          |
| 17.              | Angola            |
| 18.              | Tunisko           |
| 19.              | Čína              |
| 20.              | Brazílie          |
| 21.              | Pobřeží slonoviny |
| 22.              | Argentina         |
| 23.              | Austrálie         |
| 24.              | Uruguay           |